# Sint-Rosaliakerk
De Sint-Rosaliakerk, ook wel de Leeuwenstraatse kerk genoemd, was een rooms-katholieke schuilkerk aan de Leeuwenstraat 25 in Rotterdam.

## Geschiedenis
Het interieur achter de onopvallende gevel van het gebouw werd ontworpen door Jan Giudici en gebouwd in 1777, op de plaats waar sinds 1642 een kapel stond en waar nog vroeger het Sint Agathaklooster lag.
De architect nam als voorbeeld de hofkapel te Versailles, een bouwsel van Jules Mansart, bouwmeester van Lodewijk XIV. Rijk stucwerk, uitgevoerd door de te Rotterdam gevestigde Italiaan Pietro Castoldi, en een aantal uit hout gesneden heiligenbeelden vormden de artistieke aankleding. De meer dan levensgrote beelden waren in Antwerpen vervaardigd door Francois van Ursel en, vermoedelijk vanwege de destijds te beperkte godsdienstvrijheid, door een kermisreiziger als attractie naar Rotterdam vervoerd. De Sint-Rosalia kon gebouwd worden dankzij de vrijgevigheid van Joan Osy, een rijke Rotterdamse koopman.
De Sint-Rosaliakerk is verloren gegaan bij het bombardement van Rotterdam in de mei 1940. Op de plaats waar de kerk stond bevindt zich nu Minervahuis III.
Allerheiligst Hart van Jezuskerk ·
Allerheiligste Verlosserkerk ·
Andreaskerk ·
Anglicaanse kerk Rotterdam ·
Arminiuskerk ·
Bergsingelkerk ·
Boezemsingelkerk ·
Bosjeskerk · 
Breepleinkerk ·
Deense Zeemanskerk ·
Engelse Zeemanskerk ·
Franse kerk ·
Grieks-orthodoxe kathedraal van Sint-Nicolaas ·
Grote kerk ·
Hillegondakerk ·
Hoflaankerk ·
Julianakerk ·
HH. Laurentius- en Elisabethkathedraal ·
 Koninginnekerk ·
Lourdeskerk ·
Lutherse kerk ·
Maranathakerk ·
Nieuwe Zuiderkerk ·
Noorse Zeemanskerk ·
Oosterkerk ·
Oude kerk Charlois ·
Oude of Pelgrimvaderskerk ·
Paradijskerk ·
Pauluskerk ·
Petrus' Bandenkerk ·
Putsepleinkerk ·
Russische-orthodoxe kerk Rotterdam ·
St. Mary's Church (Engelse kerk) ·
Schotse Zeemanskerk ·
Sint-Agathaklooster ·
Sint-Hildegardis en Antoniuskerk ·
Sint-Ignatiuskerk ·
Sint-Laurenskerk ·
Sint-Lambertuskerk ·
Sint-Rosaliakerk ·
Stieltjeskerk ·
Synagoge Boompjes ·
Waalse Kerk ·
Westerkerk ·
Wilhelminakerk ·
Zuiderkerk ·
Zweedse Zeemanskerk
- Library of Congress Control Number: no2013011053
- Virtual International Authority File: 296842423